# Saprosites sulcatissimus
Saprosites sulcatissimus är en skalbaggsart som beskrevs av Thomas Broun 1911. Saprosites sulcatissimus ingår i släktet Saprosites och familjen Aphodiidae. Inga underarter finns listade i Catalogue of Life.